# Marian Grześczak

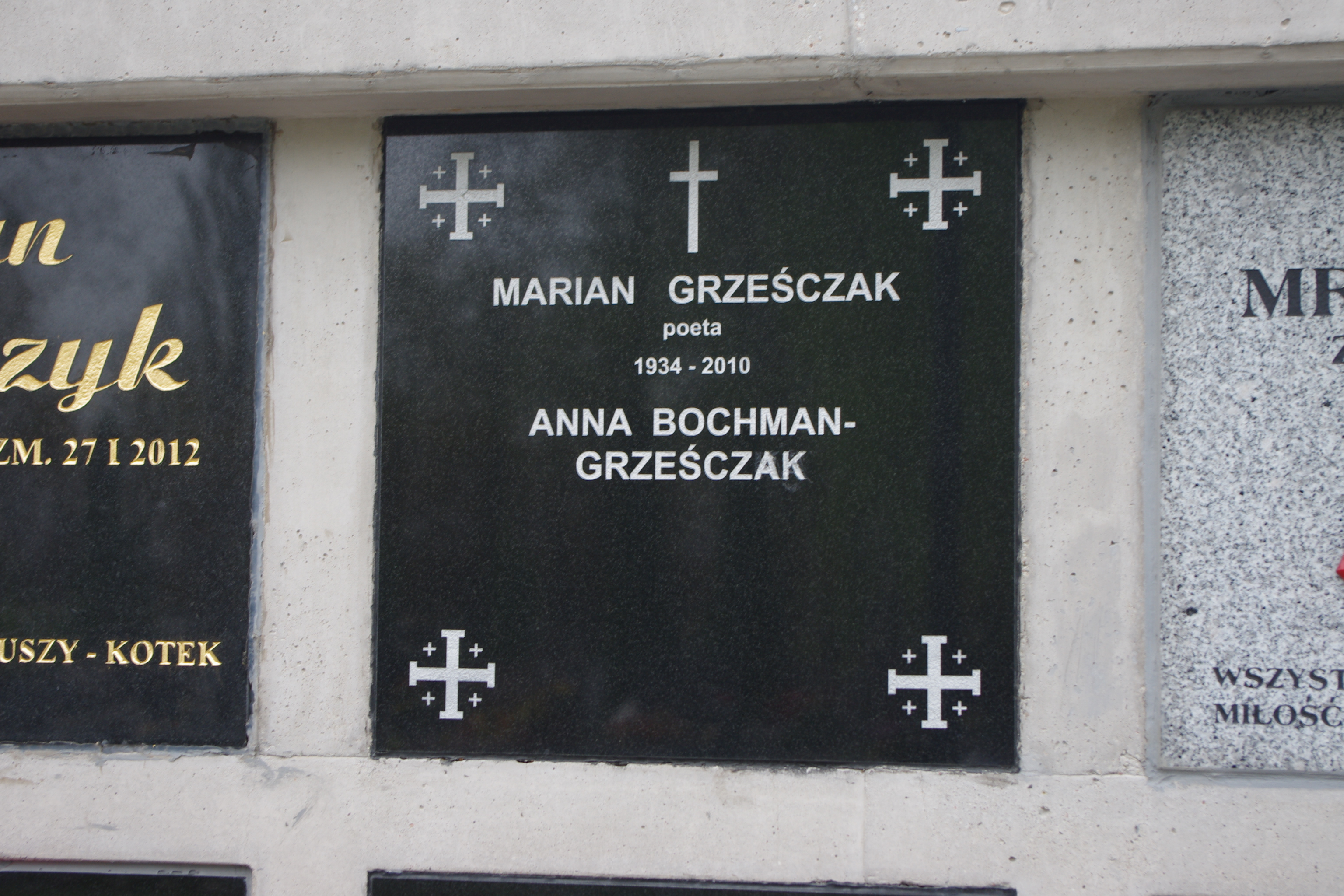
Grób poety i literata Mariana Grześczaka (1934–2010) na cmentarzu komunalnym Północnym w Warszawie

Marian Antoni Grześczak, ps. „Jerzy Bernasowski”, „Marek Konarz”, „Mariusz Rudin” (ur. 22 marca 1934 w Nochowie k. Śremu, zm. 27 stycznia 2010 w Warszawie ) – polski poeta, prozaik, dramaturg, eseista, tłumacz literatury pięknej, krytyk literacki.

## Życiorys
Urodził się w rodzinie Wawrzyńca i Heleny z domu Zielonka. Po wybuchu II wojny światowej uczęszczał do szkoły powszechnej w Golinie k. Jarocina. Po ukończeniu w 1952 Liceum im. Tadeusza Kościuszki w Jarocinie, podjął studia polonistyczne i bohemistyczne na Uniwersytecie im. Adama Mickiewicza w Poznaniu, które ukończył w 1956.
Debiutował w 1955 publikując wiersze w dodatku do „Gazety Poznańskiej” pt. „Widnokrąg”. Współzałożyciel i kierownik artystycznego Klubu Studenckiego „Od Nowa” oraz współtwórca grupy poetyckiej „Wierzbak”.
Publikował utwory poetyckie, artykuły i przekłady z języka czeskiego w czasopismach: „Wyboje” (1956–1957), „Tygodnik Zachodni” (1956–1957), „Kaktus” (utwory satyryczne pod ps. „Heretyk”, „Ezopek Kręty”), „Od Nowa” (1957–1960), „Współczesność” (1958–1969), „Odra” (1958–1972).
W 1959 przeniósł się do Warszawy. Był kierownikiem działu tygodnika studenckiego „Od Nowa”. Od 1960 współpracował z miesięcznikiem „Twórczość”. Od 1961 do 1963 pracował w Komisji Kultury Rady Naczelnej ZSP. Współpracował z teatrem „Kalambur” we Wrocławiu. Od 1962 publikował też w „Tygodniku Kulturalnym”. W 1963 był współzałożycielem pisma „Itd”, a następnie (do 1965) sekretarzem redakcji i zastępcą redaktora naczelnego. W 1965 był współzałożycielem miesięcznika „Poezja”, pełniąc tam do marca 1968 funkcję sekretarza redakcji (w 1967 r. prowadził tu także dział pt. „W kraju”).
Od 1967 był autorem wielu słuchowisk emitowanych w Polskim Radio (m.in.: Zjadanie ognia – 1967, Ten, który przychodzi – 1971, Gorzkie winogrona – 1972, Słowem uweselone, niebem przysypane – 1975, Dotknięcie skrzydeł – 1977, Złota grzechotka – 1980, Sto pierwsza pieśń Boskiej Komedii – 1983, Niech chleb się stanie, i ryba, i woda źródlana – 1985, Ptaszki – 1986, Ukoronowanie – 1987).
W latach 1969–1970 był członkiem redakcji pisma „Dysk Olimpijski”, współredagował też dział kulturalny tygodnika „Sportowiec”. W latach 1971–1972 współpracował z miesięcznikiem „Scena”. Od 1974 do 1978 był zastępcą redaktora naczelnego „Tygodnika Kulturalnego”. Od 1980 do 1981 publikował w tygodniku „Literatura” cykl felietonów pt. „Sposoby poezji”, kierując jednocześnie działem poezji w „Twórczości”. W 1982 był kierownikiem redakcji dramatu radiowego Polskiego Radia. W latach 1990–1996 pełnił funkcję konsula w Czechosłowacji i radcy ambasady w Republice Słowackiej oraz dyrektora Ośrodka Kultury Polskiej w Bratysławie.
Poza własną działalnością pisarską przetłumaczył na język polski utwory wielu poetów czeskich, słowackich, chorwackich, rosyjskich i izraelskich, m.in. Františka Halasa, Vladimira Holana, Miroslava Holuba, Jana Pilařa i Jaroslava Seiferta.
W latach 1965–1983 członek Polskiej Zjednoczonej Partii Robotniczej (z której został usunięty). Członek Związku Literatów Polskich (1960–1983; od 1974 do 1983 członek Zarządu Głównego), Stowarzyszenia Pisarzy Polskich (współzałożyciel; 1989–2010; prezes Zarządu Głównego w latach 1996–1999 ); oraz Polskiego PEN Clubu (1989–2010).
Mieszkał w Ząbkach k. Warszawy.
Zmarł w Warszawie, pochowany na cmentarzu komunalnym Północnym (kwatera B-III-1-1-21).

### Kwestia współpracy ze Służbą Bezpieczeństwa
Według zachowanych materiałów Służby Bezpieczeństwa miał być zarejestrowany przez Grupę IVa Wydziału III KS MO jako KO Redaktor w 1965 roku, przerejestrowany na KP w 1966 roku. Kontaktu zaniechano ze względu na sygnowany przez Grześczaka list przeciwko usunięciu Leszka Kołakowskiego z partii. Wyrejestrowany z kartoteki kontaktów operacyjnych, objęty inwigilacją w ramach KE Gawron.

## Twórczość
- Lumpenezje (poezje; Wydawnictwo Poznańskie 1960)
- Wyjście z pozorów (poezje; Państwowy Instytut Wydawniczy 1961)
- Kurt (widowisko poetyckie; Ludowa Spółdzielnia Wydawnicza 1963)
- Pożegnanie Norymbergi (poezje i miniatury prozatorskie; Wydawnictwo Poznańskie 1965)
- Gęste światło (poezje; Państwowy Instytut Wydawniczy 1965)
- Naczynie poważne (poezje; Spółdzielnia Wydawnicza „Czytelnik” 1967)
- Jasność (poezje; Spółdzielnia Wydawnicza „Czytelnik” 1970)
- Człowiek dźwiga ciężary (poezje; Generacje 1972; przekład czeski: Človek zvada břemena, Praga 1980)
- Trzeci wiersz. Przypadki teatru poezji (szkice; Ludowa Spółdzielnia Wydawnicza 1973)
- Prawdziwe zmyślanie (proza dla dzieci; Biuro Wydawniczo-Propagandowe RSW Prasa-Książka-Ruch 1974)
- Sierpień, tętnienie (poezje; Ludowa Spółdzielnia Wydawnicza 1975)
- Mam pomysł. Drugie prawdziwe zmyślanie (proza dla dzieci; Krajowa Agencja Wydawnicza 1976)
- Odyseja, Odyseja (powieść; Spółdzielnia Wydawnicza „Czytelnik” 1976, 1979, 1983)
- Wiersze wybrane (Spółdzielnia Wydawnicza „Czytelnik” 1977)
- Krokodyla zabawa. Trzecie prawdziwe zmyślanie (proza dla dzieci; Krajowa Agencja Wydawnicza 1977)
- Przedszkole wesołych przygód. Czwarte prawdziwe zmyślanie (proza dla dzieci; Krajowa Agencja Wydawnicza 1978)
- Kwartał wierszy (Spółdzielnia Wydawnicza „Czytelnik” 1980)
- Złota grzechotka (dramat; „Scena” nr 5/1980)
- Wiersze (Spółdzielnia Wydawnicza „Czytelnik 1986; seria: „Poeci polscy”)
- Niebo jaskółek. Liryki wybrane (poezje; Wydawnictwo Dolnośląskie 1999)
- Atena strząsająca oliwki (poezje; Agawa 2003)
- Baran na złotej morwie (poezje; Wydawnictwo Adam Marszałek 2004)
- Snutki (poezje; Spółdzielnia Wydawnicza „Czytelnik” 2006)
- Widziane w blasku. Czwartek w czerni (wybór poematów; Agawa 2007)
- Nike niosąca blask. Rzecz olimpijska (poezje; Państwowy Instytut Wydawniczy 2008)
- Wersety jerozolimskie (poezje; Wydawnictwo Nisza 2012)

## Ordery i odznaczenia
- Krzyż Oficerski Orderu Odrodzenia Polski (17 listopada 2004)[4][5]
- Złoty Medal „Zasłużony Kulturze Gloria Artis” (2009)[6][7]
- Medal Pamiątkowy Stowarzyszenia Autorów ZAiKS (2009)[8]

## Nagrody i wyróżnienia
- 1960 – Nagroda główna w Ogólnopolskim Turnieju Poezji Społecznie Zaangażowanej o Nagrodę Czerwonej Róży (za Lumpenezje)
- 1960 – Nagroda Listopada Poetyckiego (za najciekawszy debiut roku – tom Lumpenezje)
- 1968 – I nagroda w konkursie poetyckim zorganizowanym z okazji igrzysk olimpijskich w Meksyku (za poemat Jasność)
- 1969 – Wyróżnienie Polskiego Komitetu Olimpijskiego za poemat Jasność[9]
- 1970 – nagroda Pierścienia Klubu Studentów Wybrzeża „Żak” (za całokształt twórczości poetyckiej)
- 1972 – I nagroda w konkursie poetyckim zorganizowanym z okazji igrzysk olimpijskich w Monachium (za poemat Człowiek dźwiga ciężary)
- 1975 – Nagroda Specjalna im. Stanisława Piętaka (za tom poezji Sierpień, tętnienie)
- 1999 – Nagroda Ministra Kultury i Sztuki za rok 1998 (za twórczość poetycką)
- 2000 – tytuł Honorowy Poeta Skopje przyznany przez Stowarzyszenie Pisarzy Macedońskich
- 2004 – Złoty Wawrzyn Olimpijski - nagroda Polskiego Komitetu Olimpijskiego w dziedzinie: literatura (za tom poetycki Atena strząsająca oliwki)[9]
- 2004 – Nagroda Literacka im. Władysława Reymonta (za twórczość całego życia)[10]
- 2006 – Wyróżnienie w XIII edycji konkursu Nagroda Literacka im. Władysława Reymonta[10]
- 2008 – Złoty Wawrzyn Olimpijski - nagroda Polskiego Komitetu Olimpijskiego w dziedzinie: poezja (za Nike niosąca blask)[9]
- 2009 – Nagroda Literacka im. Władysława Reymonta (za książkę roku)[10]